# Гастон де Мюроль
Гастон де Мюроль (фр. Caste de Murols; д/н — 1172) — 5-й великий магістр ордену госпітальєрів в 1170—1172 роках.

## Життєпис
Походив зі шляхетського роду Мюролів з графства Овернь. Народився у замку Мюроль. Про молоду діяльність в ордені госпітальєрів обмаль відомостей. 1163 року стає скарбником ордена. Перебував на посаді до 1167 року.
1179 року після відставку великого магістра Жільбера д'Ессайі обирається новим очільником госпітальєрів. Проте частина братчиків не визнала де Мюроля, обравши своїм лідером якогось Ростана. Протистояння тривала до самої смерті Гастона, яка трапилася до 20 червня 1172 року. Новим великим магістром обирається Жильбер Сирійський.